# حاتم پسر هرثمه
حاتم بن هَرْثَمه، از سرداران عباسیان در روزگار هارون و پسرانش امین و مأمون. حاتم، به واسطه سابقه پدرش، هرثمة بن اعین که از سرداران خاص و معتمد خراسانی هارون از بلخ بود، به دستگاه عباسیان راه یافت. ظاهراً در ۱۷۸، که هارون هرثمه را به ولایت مصر گماشت، حاتم نیز همراه پدرش بود، زیرا هرثمه حاتم را به ریاست شُرطه (پلیس شهر) گمارد. نام حاتم بن هرثمه، در نامه خلیفه امین به برادرش صالح، که به مناسبت مرگ هارون به او نوشت، آمده و در آن ضمن سفارش به صالح دربارهٔ حاتم، مبنی بر ابقای وی در سمَت خود، از فرمان‌برداری حاتم از دستگاه خلافت یاد کرده‌است. در ۱۹۴، امین، حاتم را همراه با هزارتن به مصر فرستاد و مأمور برگزاری نماز و جمع‌آوری خراج آن سرزمین ساخت. او به بِلْبِیس رفت. حاتم در ابتدا با اهالی حوف مصر، به شرط پرداخت خراج، صلح کرد، اما آنان پیمان صلح را شکستند، حاتم نیز لشکری برای جنگ با آنان فرستاد و آنان را شکست داد، سپس حرکت کرد و در ۴ شوال ۱۹۴ همراه صد گروگان از سران عرب یمانی حوف وارد مصر شد. حاتم، به رسم امیران مصر، در پادگان سکونت کرد و به سامان دادن امور پرداخت. آنگاه برای خود قبّه‌ای به نام قُبّةُالهواء ساخت.
امین پس از اختلاف و نزاع با برادرش، مأمون، جابربن اشعث خزاعی را به جانشینی حاتم برگزید و به این ترتیب، او در جمادی‌الثانی ۱۹۵، پس از یک سال و نیم، از امارت مصر برکنار شد.
جنگ بین امین و مأمون سرانجام در سال ۱۹۸، با قتل امین، به پایان رسید. به نوشته یعقوبی، مأمون، حاتم را به حکومت ارمنستان برگزید و حاتم زمانی به آنجا رسید که اختلاف و دشمنی میان معتزله و اهل سنّت شدت گرفته بود، اما بعداً با هم سازش کردند.
هنوز چند روز از حکومت حاتم بر ارمنستان نگذشته بود که از قتل پدرش (در سال ۲۰۰)، به تحریک فضل بن سهل (وزیر مأمون)، آگاه شد. پس، از بَردَعه به کِسال رفت و در آنجا دژی ساخت و بر آن شد تا خلیفه را خلع کند. وی، برای انتقام از قتل ناجوانمردانه پدرش، به بطریقان و بزرگان ایرانی و ارمنی و بابک و خرّم‌دینان نامه نوشت که بر ضد خلیفه بشورند. گفته‌اند که شورش بابک خرّم‌دین تحت تأثیر تحریکات او بوده‌است؛ از این‌رو، وقتی خبر شورش بابک و چیرگی او بر آذربایجان به مأمون رسید، یحیی‌بن معاذ بن مسلم را به جای حاتم بن هرثمه به حکومت ارمنستان گمارد. صدیقی، با توجه به شورش بابک در سال ۲۰۱ و با توجه به اینکه وی در این سال ادعا کرد که روح جاویدان، رهبر خرم‌دینان آذربایجان، در بدنش حلول کرده، احتمال داده‌است که حاتم در حقیقت با جاویدان، نامه‌نگاری کرده باشد ولی چون بابک بعد معروف‌تر شده، نام او جای جاویدان را گرفته‌است. به هر روی، سرکشی و شورش حاتم بن هرثمه در ۲۰۱ کار خرّم‌دینان را در آذربایجان آسان کرد و آنان، که از هر لحاظ اوضاع را موافق می‌دیدند، دعوت حاتم را اجابت کردند و در پی نافرمانی برآمدند. دینوری به تفصیل از شورش بابک خبر داده، اما به نقش حاتم در این باره اشاره نکرده‌است. به نوشته ابن قتیبه، حاتم در اوج دعوت و نامه‌نگاری‌ها و تحریکاتش برای شورش بر خلیفه، درگذشت. پس از این، از حاتم بن هرثمه در تواریخ ذکری نیامده است، اما ظاهراً مناسبات این خاندان با دولت عباسی بهبود یافته بوده‌است. به نوشته طبری، محمدبن حاتم در ۲۳۴ والی آذربایجان بود. احمدبن محمد، نواده حاتم، نیز در ۲۴۹ فرماندار بخش شرقی بغداد بود